# قاهر الزمن (فلم)
قاهر الزمن فيلم خيال علمي مصري من إنتاج سنة 1987. من إخراج كمال الشيخ، وتأليف أحمد عبد الوهاب، وإنتاج الرانيا فيلم، ومن بطولة نور الشريف، جميل راتب، آثار الحكيم، خالد زكي.

## قصة الفيلم
الدكتور حليم زغلول (جميل راتب) ماتت زوجته بمرض لم يكن له علاجًا في ذلك الوقت، ففكر لو أنه إحتفظ بزوجته المريضة، بطريقة التجميد لتتوقف الخلايا عن العمل، مع الإحتفاظ بحيويتها، فترة ما يتوقف فيها الزمن، بالنسبة للخلايا المجمدة، حتى يتمكن العلم من اكتشاف الدواء المناسب، ولذلك قام بدراسة علم الخلايا وحيويتها، في جميع الكائنات الحية، إبتداء من ذات الخلية الواحدة وإنتهاء بخلايا الإنسان، ووصل لمراحل متقدمة من دراسته، وأنشأ مستشفى خاص في منطقة حلوان النائية، وإتخذ من مكان ناء بصحراء حلوان منزلًا منعزلًا، وألحق به معملًا سريًا، يجرى فيه تجاربه، وقام بتوجيه إبنته زين (آثار الحكيم) للدراسة في نفس المجال، حتى تكون مساعدة له، وأمينة على تجاربه، وإستقطب الدكتور عبد الهادي (حسين الشربيني) المهتم بالاكتشافات العلمية الجديدة، والذي أجرى جراحة بطريقة مبتكرة، مات على إثرها المريض، فهرب من المساءلة وإختبأ في منزل الدكتور حليم ومعمله، يساعده متخفيا بشخصية التمرجى مرزوق، كما أتخذ من التمرجى الأمى عبده (متولى علوان) مساعدًا حتى لايفشى أسراره، كما أقدم على جريمة كبرى، عندما خطف من المستشفى بعض المرضى الذين أوشكوا على الموت، وأجرى عليهم تجاربه في معمله السرى، وفشلت الحالات الثلاث إلى اجرى عليها تجاربه البشرية، ولكنه إستفاد من أخطاء كل تجربة قام بها، حتى توصل إلى الدرجة المناسبة للتجميد وهي 180 درجة تحت الصفر، تحت ضغط معين، حتى تحتفظ الخلايا الحية بحيويتها كاملة، وفي رأيه أنه بذلك يتدخل في جسم الإنسان، ولم يتدخل في روحه، التي هي من شأن المولى عز وجل وحده. كامل إبراهيم (نور الشريف) تخرج من كلية الآداب قسم تاريخ، وعمل صحفيًا، مهتمًا بفكرة البعث عند قدماء المصريين، متمثلًا في إهتمامهم بالفلك وإقامتهم لمراكب الشمس، وبالطبع متخذين من التحنيط سبيلًا للبعث مرة أخرى، وقد أقام في بنسيون بحلوان ليكون قريبًا من مكتبة مرصد حلوان، حيث صديقه رؤوف عبد المجيد (محمد صفوت) الذي ساعده في الإطلاع على مكتبة المرصد، وكان له ابن خال هو فكرى السيد (خالد زكي) يعمل صحفيًا في نفس الدار الصحفية، وكان صحفي شاب مجتهد، ومهتم بحالات إختفاء المرضى في مستشفى الدكتور حليم، ولأن الأخير كان يرفض مقابلة الصحفيين، فقد لجأ فكرى لإقتحام منزل الدكتور حليم، للإطلاع على أسراره، أو محاولة مقابلته، ولكن فكرى تعرض لسلك كهربي عارى، أدى لصعقه كهربائيًا، وإكتشف الدكتور حليم إرتفاع نبضات قلبه حتى كاد يموت، فقام ومساعده عبد الهادى بتجميد فكرى عند درجة 180 تحت الصفر، ريثما يحضرا جهاز تنظيم ضربات القلب، الذي لم يكن موجودًا بالمعمل في ذلك الوقت، وطالت مدة غياب فكرى، وأصيب والده الحاج سيد (حمدى يوسف) بالقلق، ولجأ لإبن أخته كامل، الذي كان يعلم بزيارة فكرى لمنزل الدكتور حليم، فتوجه إلى هناك لاكتشاف الأمر، وحام حول المنزل، فخاف منه عبد الهادى وقام بمساعدة عبده بتخدير كامل وإدخاله إلى المنزل، وتورط الدكتور حليم في وجود صحفى بمنزله، ورحب بكامل بعد إفاقته وإعتذر له لسوء الفهم، وأنكر بالطبع وجود قريبه فكرى، وقابل زين ابنة الدكتور حليم، والتي نصحته بالخروج وعدم العودة، ولكن تحذيرها زاد شكوكه، فعاد مرة أخرى، وحتى لايقوم كامل بالشوشرة على أبحاث الدكتور حليم، فقد إحتجزه بالمنزل، ريثما يجرى آخر تجاربه المعملية، غير ان كامل إستطاع اكتشاف قريبه فكرى مجمدًا، وإستغل كامل حضور الشرطة بصحبة خاله سيد، للسؤال عن فكرى، وفكر في فضح ممارسات الدكتور حليم، الذي خيره بين إبلاغ الشرطة، وموت فكرى، وبين الصمت وإجراء التجربة ومحاولة إنقاذه، كما أخبره انه بصدد اكتشاف علمى خطير، حتى يستثير فضوله الصحفى، وقام الدكتور حليم، بإستكمال التجربة، وإنهاء فترة التجميد لخلايا فكرى، حتى استعادت حيويتها، وإستطاع العودة لكامل نشاطه الحركى والذهنى، وقرر الدكتور حليم ابقاء فكرى لبعض الوقت لمزيد من الملاحظات والعناية به، وتدوين الملاحظات العلمية، عن التجربة قبل إعلانها، وأقام إحتفال داخلى بنجاحه، وسمع التمرجى عبده الجاهل، قول الدكتور حليم، بإمكانية تجميد الإنسان لعشرات السنين، ثم إعادته مرة أخرى، فإعتبر ذلك منتهي الكفر بالله، وبما انه حامي حمى الإيمان بالله، فقد أقبل على تحطيم المعمل، وفي محاولة من الدكتور حليم لمنعه، وإنقاذ المعمل من التدمير، اندلعت الحرائق بالمعمل، ولقى الدكتور حليم والتمرجى عبده مصرعهما، وتعرض المعمل والمنزل للإنفجار، فهرب الجميع، وتمكن الدكتور عبد الهادى من إنقاذ الأبحاث التي تم التوصل إليها، ليتابع الدراسات والتجارب، ومع تقدم العلم، ماكان مستحيلًا تحقيقة في فترة الثمانينيات، أصبح حقيقة واقعة في عام 2110 وأصبح في كل مستشفى وحدة للتجميد.

## طاقم التمثيل
- نور الشريف بدور كامل إبراهيم[3]
- آثار الحكيم بدور زين حليم زغلول
- جميل راتب بدور الدكتور حليم زغلول
- خالد زكي بدور فكرى سيد - صحفى
- حسين الشربيني بدور التمرجى مرزوق / الدكتور عبد الهادي
- حمدي يوسف بدور الحاج سيد والد فكري
- متولي علوان بدور عبده التمرجي
- محمد صفوت بدور رؤوف عبد المجيد صديق كامل
- رجاء سراج بدور جمالات مديرة المنزل
- نهاد رامي بدور الأستاذ عزيز مدير التحرير
- أحمد سامي عبد الله بدور المستشار عبد المجيد
- أحمد حجازي بدور زبون البنسيون

## وصلات خارجية
- فيلم قاهر الزمان على موقع قاعدة بيانات الأفلام العربية
- فيلم قاهر الزمان على موقع IMDb (بالإنجليزية)